# Deltagerobservation
 Der er for få eller ingen kildehenvisninger i denne artikel, hvilket er et problem. Du kan hjælpe ved at angive troværdige kilder til de påstande, som fremføres i artiklen.

Deltagerobservation er en kvalitativ forskningsmetode, der sigter mod at skabe en tæt indsigt og forståelse af en given gruppe af individer (f.eks. etniske, religiøse eller sociale grupper) gennem en intensiv involvering med disse mennesker i deres eget miljø. Metoden blev oprindelig udviklet af antropologer.
Deltagerobservation involverer en række teknikker og metoder: Uformelle interviews, direkte observation, deltagelse i den undersøgte gruppes aktiviteter, kollektive diskussioner, analyse af personlige dokumenter produceret af gruppen, selv-analyse og livshistorier. Deltagerobservation betragtes som regel som en kvalitativ metode, men kan ligeledes involvere et mere kvantitativt element. Undersøgelserne finder normalt sted over længere tid, fra måneder til flere år. Jo længere perioden er, jo bedre er muligheden for at researcheren opnår mere korrekt information, der også kan tage højde for sæsonmæssige forskydninger.
Deltagerobservation har sine rødder i antropologi. Personer som Frank Hamilton Cushing, Bronisław Malinowski, Edward Evans-Pritchard og Margaret Mead kan nævnes i den forbindelse. Deltagerobservation er en central del af den etnografiske metode som bruges af de fleste kulturantropologer.
Inden for de se senere år er deltagerobservation også blevet benyttet som en mere generel samfundsvidenskabelig metode, og i særdeleshed som en metode inden for psykologi og sociologi. Inden for disse discipliner ses deltagerobservation som en kvalitativ metode med særlige styrker, der kan bidrage til mere nuancerede og detaljerige forståelser af forskellige fænomener.

## Eksterne kilder og henvisninger
1. ↑  Kristiansen, S. & Krogstrup, H. (1999): Deltagerobservation. Introduktion til en samfundsvidenskabelig metode. Hans Reitzels Forlag.
2. ↑  Pedersen, M., Klitmøller, J. & Nielsen, K. (2012): Deltagerobservation – en metode til at undersøge psykologiske fænomener. Hans Reitzels Forlag..